# Вигнання з раю (Мазаччо)
«Вигнання з раю» (італ. Cacciata dei progenitori dall'Eden) — фреска італійського художника Мазаччо.
На фресці зображений біблійний сюжет — вигнання перших людей, Адама і Єви, з раю. Вони, ридаючи, ідуть з Едему, над їх головами шлях на грішну землю вказує ангел на червоній хмарі з мечем в руці.
Все дослідники згодні з тим, що вона цілком виконана Мазаччо. Властивий фресці драматизм різко контрастує зі сценою Спокуси, написаної Мазолино на протилежній стіні. Всупереч готичній традиції, сцені Вигнання додана абсолютно нова для того часу психологічна глибина.
Фігури прабатьків стали символом горя і сорому людського. Адам смиренно ховає обличчя в долонях, покірно приймаючи покарання. Обличчя Єви роздирає болісний крик, який вона не хоче і не може стримати. Фігура кричущої Єви написана з відвертістю експресіонізму, начебто художник не боїться зобразити потворність для того, щоб передати жах каяття і усвідомлення непоправності скоєного.
Під час перебудови храму в 1746–1748 роках верхня частина фрески була втрачена. Однак ще раніше, близько 1674, благочестиві священики розпорядилися прикрити геніталії Адама і Єви листям. У такому вигляді фреска існувала до останньої реставрації, проведеної в 1983—1990-х роках, коли рослинність стерли.

## Джерело
- 7 променів [Архівовано 11 жовтня 2014 у Wayback Machine.]